# Цимане
Цимане (пол. Cimanie) — село в Польщі, у гміні Кузьниця Сокульського повіту Підляського воєводства.
Населення — 69 осіб (2011).
У 1975-1998 роках село належало до Білостоцького воєводства.

## Демографія
Демографічна структура станом на 31 березня 2011 року:
|          | Загалом | Допрацездатний вік | Працездатний вік | Постпрацездатний вік |
| -------- | ------- | ------------------ | ---------------- | -------------------- |
| Чоловіки | 31      | 2                  | 22               | 7                    |
| Жінки    | 38      | 4                  | 19               | 15                   |
| Разом    | 69      | 6                  | 41               | 22                   |